# Мончестино
Мончестѝно (на италиански: Moncestino; на пиемонтски: Mustin, Мустин) е село и община в Северна Италия, провинция Алесандрия, регион Пиемонт. Разположено е на 287 m надморска височина. Населението на общината е 242 души (към 2010 г.).